# Suiō-ryū
Suiō-ryū iai kenpō (水鷗流 居合 剣法) est un koryū, un style d'Escrime classique Japonaise. Il a été fondé par Mima Yoichizaemon Kagenobu en 1615. Le style est spécialisé dans le iaijutsu mais d'autres arts, tels que le jōjutsu, le naginatajutsu et le kusarigamajutsu, sont aussi pratiqués. Suio-ryū est membre de la Nihon Kobudo Kyokai (Association des kobudo japonais).

## Histoire
Mima Yoichizaemon Kagenobu (三間 与一左衛門 景延, 1577–1665) est né dans la province de Dewa. Son père Mima Saigū était un prêtre du sanctuaire Jūnisha Gongen. Dans sa jeunesse, il a étudié le style d'escrime Bokuden-ryu, ainsi qu'un style de jō pratiqués par les prêtres Shintō des montagnes (Kongō Jō jōhō).
Quand il avait 18 ans, il a été battu dans un duel amical par un ami de son père, le samouraï Sakurai Gorōemon Naomitsu, qui avait utilisé les techniques de iai de l'école Hayashizaki. Il a ensuite commencé à étudier sous sa direction. Après avoir reçu une vue d'ensemble de ces techniques et s'être engagé à créer un style bien à lui, Yoichizaemon a voyagé à travers le Japon, pour tester ses compétences contre d'autres artistes martiaux. Pendant cette période, il a été formé au naginatajutsu des moines bouddhistes du mont Hiei, des techniques qui étaient souvent appliqués par les moines au cours de l'époque des provinces en guerre.
Yoichizaemon ne s'est pas contenté de développer seulement le côté physique de son art martial pendant cette période. Au lieu de cela, il a continué à se former aux pratiques ascétiques, et méditait chaque soir, allant même jusqu'à faire de longues retraites dans des lieux saints isolés profondément dans les montagnes. Sa persévérance dans sa formation à la fois physique et spirituelle a conduit à son illumination comme résultat. Dans la vingtième année de ses efforts, il a été frappé avec une vision de mouettes blanches flottant sans effort et sans pensée consciente sur l'eau, et a réalisé qu'il pouvait maintenant utiliser son épée de la même manière sans effort.
Sur la base de sa vision Yoichizaemon a créé les 64 techniques fondamentales et nommé le style qui est née de sa révélation "Suiō-ryū", ou escrime du style de la Mouette sur l'Eau.
Les aspects spirituels et philosophiques imprègnent des techniques de suiō-ryū, et les waza, ou techniques, fondamentales sont directement liées aux enseignements de Mima basé sur le ryōbu shintō, un système d'interprétation des divinités shintō dans le bouddhisme Mikkyō.
Yoichizaemon a continué à se former et à voyager tout au long de sa vie, et à l'âge de 67 ans il a pris sa retraite pour transmettre suiō-ryū à son fils, Mima Yohachirō Kagenaga. Aux techniques fondementales établies par le fondateur, Yohachirō a ajouté les dix formes de base goin et goyō, qui servent à établir une solide base technique. Le 9e sōke Fukuhara Shinzaemon Kagenori a créé la branche Masaki-ryū Fukuhara-ha de Kusarigamajutsu, en partie basé sur la Masaki-ryū de Manrikigusari, qui a été transmise depuis en tant que tradition distincte à chaque responsable de la Suiō-ryū iai kenpō. La transmission orale des techniques s'est poursuivi jusqu'à aujourd'hui, en la personne du 15e sōke de Suiō-ryū iai kenpō, Katsuse Yoshimitsu Kagehiro (également 7e dan Kyoshi iaidō,  7e dan Kyoshi kendo, 6e dan Renshi jōdō). Le siège de l'école, le Hekiunkan ("La salle des nuages bleus"), est situé dans la Ville de Shizuoka, préfecture de Shizuoka, au Japon ,

## Programme d'études
Suiō-ryū est une école martiale globale avec un accent sur les techniques de iai. Parmi les formes pratiquées on trouve les séries suivantes, :
- Goyō - Techniques offensives de base en seiza (5 kata)
- Goin - Techniques défensives de base en seiza (5 kata)
- Tachi-iai - Formes debout (9 kata)
- Kuyō - Formes avancées en seiza (9 kata)
- Kumi-iai - Techniques debout avec partenaire (9 kata)
- Plusieurs séries de kage-waza, "techniques de l'ombre", qui offrent des contres et des réponses aux techniques des séries Kuyo, Tachi-iai et Kumi-iai.
- Yami - une série de techniques à la fois offensives et défensives destinées à être utilisées lorsque le praticien se trouve dans l'obscurité totale.

La plupart des kata seuls peuvent être, et sont, également pratiqué avec un partenaire, souvent avec l'aide d'un autre kata, c'est-à-dire en associant un kata offensif avec celui qui offre une réponse défensive appropriée.
En outre, il y a aussi un grand nombre de formes avec d'autres armes.
- Jōhō - Techniques de bâton (jō contre sabre, jō contre jō) et bâton court
- Kogusoku - Techniques de corps à corps armé en armure légère
- Naginatajutsu - Techniques de Hallebarde, naginata contre sabre et naginata contre naginata. En outre, il existe aussi une série de kata en solo contre la cavalerie.
- Kenpō - Formes de champ de bataille sabre contre sabre, et aussi pour sabre court
- Wakizashi - Techniques de sabre court
- Kusarigamajutsu - Techniques de faucille avec chaine, à la fois contre un sabre long et contre deux sabres (Il s'agit en fait d'une école séparée, Masaki-ryū Fukuhara-ha Kusarigamajutsu)

## Succession
Le fils du fondateur Yohachirō a succédé à son père pour devenir le 2e responsable de l'école et la lignée a continué sans interruption jusqu'à nos jours. Traditionnellement, les kage waza étaient partagés seulement avec les successeurs de l'école, dans une forme de transmission appelé isshi sōden. Cependant, maintenant presque toutes les techniques physiques sont enseignées ouvertement. Même si aujourd'hui, une série de kata de iai, qui représente l'essence même des enseignements, est réservée uniquement à la transmission au prochain sōke.
La ligne de succession est la suivante:
1. Mima Yoichizaemon Kagenobu, le fondateur
2. Mima Yohachirō Kagenaga
3. Akiyama Sangorō Kagemitsu
4. Nishino Shichizaemon Kageharu
5. Yoshino Tōbei Kagetoshi
6. Yoshino Tōzaburō Ietaka
7. Yoshino Tōgebei Sadamitsu
8. Yoshino Yaichirō Sadatoshi
9. Fukuhara Shinzaemon Kagenori
10. Fukuhara Shingorō Iesada
11. Fukuhara Jūjirō Sadayoshi
12. Fukuhara Shinbei Yoshisada
13. Mizuma Hanbei Kagetsugu
14. Katsuse Mitsuyasu Kagemasa
15. Katsuse Yoshimitsu Kagehiro, le sōke actuel

## Grades
À la place des grades modernes kyū et dan, Suiō-ryū, comme la plupart des autres koryū, utilise un système de menjō plus classique avec des licences. Ces licences sont, de la plus faible à la plus élevée : Shoden, Chūden, Shō Mokuroku, Chū Mokuroku, Dai Mokuroku, Shō Menkyo, Menkyo Kaiden et Inka. Il convient de souligner que la licence Inka n'est accordée qu'au successeur de l'école et n'est pas accessible aux autres. Ces licences servent comme une reconnaissance de la part du sōke que le praticien a démontré une progression physique et mentale et, plus tard, qu'ils ont la permission de transmettre les enseignements de l'école.
Comme il est également fréquent dans les écoles classiques, pour apprendre correctement ses enseignements le praticien doit formellement rejoindre l'école par un serment, keppan. Dans ce serment le futur membre promet de ne pas enseigner ou démontrer Suiō-ryū sans la permission du sōke pour préserver l'intégrité de l'école.

## Dans la culture populaire
L'auteur de la série de manga populaire Lone Wolf and Cub (子連れ狼, Kozure ōkami), Kazuo Koike a utilisé le nom de Suiō-ryū pour le style de l'escrime pratiquée par le protagoniste de la série, Ogami Ittō (拝 一刀), en se basant sur la sonorité poétique du nom. Après avoir appris son existence réelle, il a visité son siège à Shizuoka, appelé le Hekiunkan, pour lui rendre hommage. Plus tard, le chorégraphe des combats de la deuxième série de l'émission de télévision, mettant en vedette Yorozuya Kinnosuke, a visité le Hekiunkan et, impressionné par les mouvements de l'école, a passé quelque temps à apprendre le kata de l'école. Dans la série finale de cette émission, des kata sont effectués et référencés au milieu d'autres mouvements plus stylisés.

## Liens Externes
- Suiō-ryu Hekiunkan honbu dojo (Site officiel du Hombu dōjō, en japonais)

- Suiō-ryu en Espagne
- Suiō-ryu en Finlande
- Suiō-ryu en France
- Suiō-ryu en Pologne
- Suiō-ryu en Portugal
- Suiō-ryu à Tahiti
- Suiō-ryu aux États-Unis